# Alexandriai ortodox egyház
Az alexandriai ortodox egyház (másik nevén: Alexandriai Görög Ortodox Pátriárkátus; a „görög” szó célja a megkülönböztetés a jóval nagyobb szintén alexandriai székhelyű kopt ortodox egyháztól és a kisebb keleti-katolikus kopt katolikus egyháztól) az öt eredeti patriárchátus egyike, Márk evangélista alapította.

## Története
A 451-es khalkedóni egyetemes zsinaton szakadás következett be az ókeresztény egyházban, aminek következtében a hívek nagy többsége a miafizita irányzatú, szintén alexandriai székhelyű kopt ortodox egyház híve lett. Gyakorlatilag a görög nyelvű hívek maradtak meg az  alexandriai ortodox egyházban. Az egész afrikai kontinensre kiterjed joghatósága, amelyet 14 egyházmegyére osztott fel. Évente egyszer történeti-teológiai kutatásokra alapozott kötetet adnak ki, amelynek a neve Analekta. Folyóiratuk a Panteosz. 1996-ban 160 templomot és 3 kolostort tartottak fenn.
Ma az egyház intenzív missziós munkát folytat egész Afrikában, aminek hatására a hívek száma elérte a 300 ezret.